# Dětská hra 3
Dětská hra 3 je americký horor z roku 1991. Jedná se o pokračování filmu Dětská hra 2 a je třetí pokračování ve sérii Dětská hra s Bradem Dourifem, který se vrací jako hlas Chuckyho.

## Obsazení
| Justin Whalin   | Andy Barclay                    |
| Perrey Reeves   | Kristen De Silva                |
| Brad Dourif     | Chucky (hlas)                   |
| Andrew Robinson | seržant Botnick                 |
| Jeremy Sylvers  | Ronald Tyler                    |
| Peter Haskell   | pan Sullivan                    |
| Dakin Matthews  | Col. Cochrane                   |
| Travis Fine     | Cadet Lt. Col. Brett C. Shelton |